# Dicoma arenaria
Dicoma arenaria là một loài thực vật có hoa trong họ Cúc. Loài này được Bremek. mô tả khoa học đầu tiên năm 1933.